# Tempomat

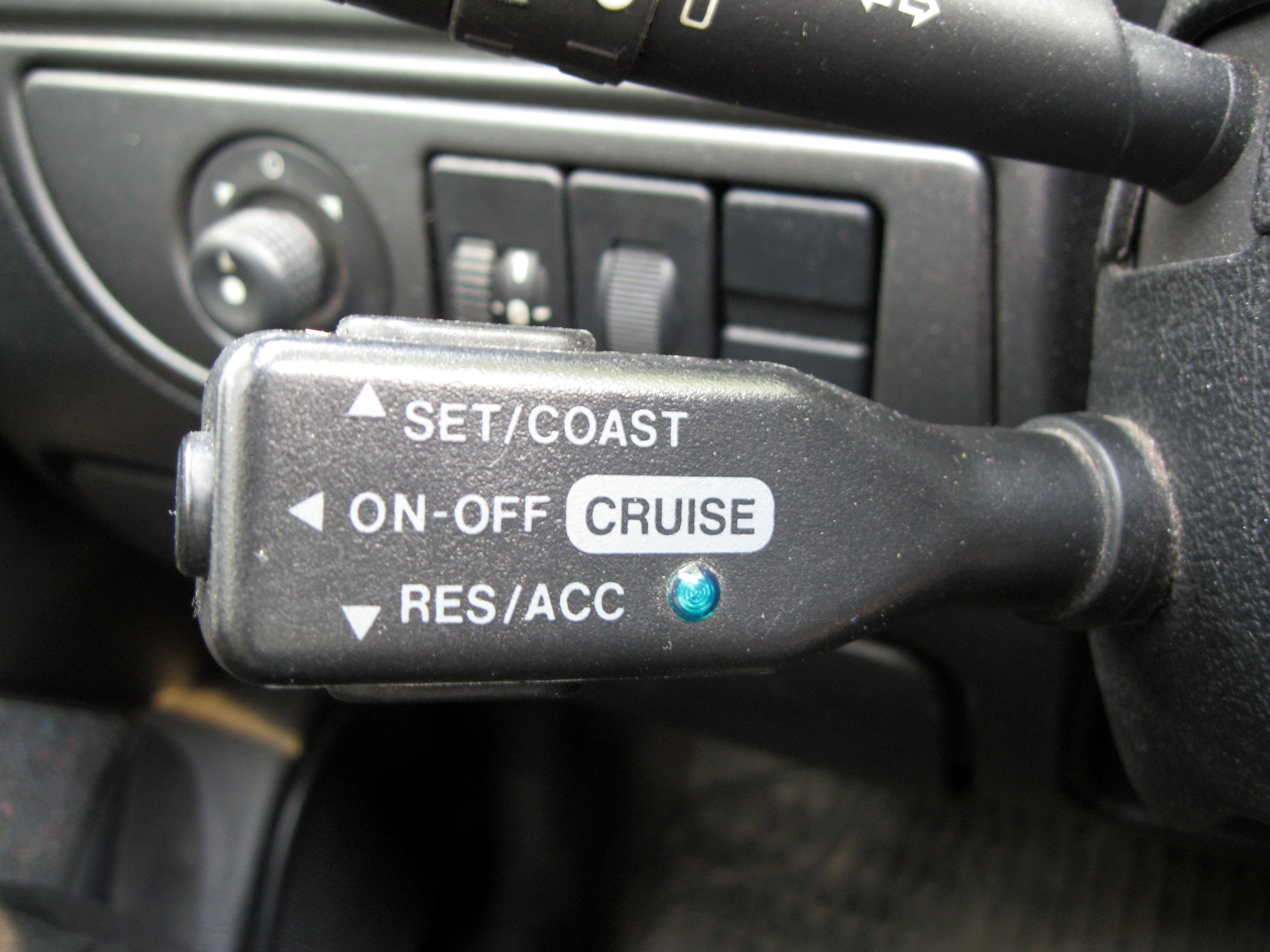
Příklad ovládání tempomatu

Tempomat je zařízení sloužící k udržování nastavené rychlosti vozidla. Zpravidla se na ovladači tempomatu (páčce, ovládacím panelu) nastaví požadovaná rychlost. Vozidlo poté tuto rychlost udržuje. V roce 1945 si tempomat nechal patentovat jeho vynálezce inženýr Ralph Rowe Teetor, který byl od svých pěti let slepý. Vadilo mu, že jeho právník, který ho vozil autem, při mluvení zpomaloval, a když mluvit přestal, začal zase zrychlovat.
Poprvé se tempomat objevil ve výbavě vozu Chrysler Imperial v roce 1958.

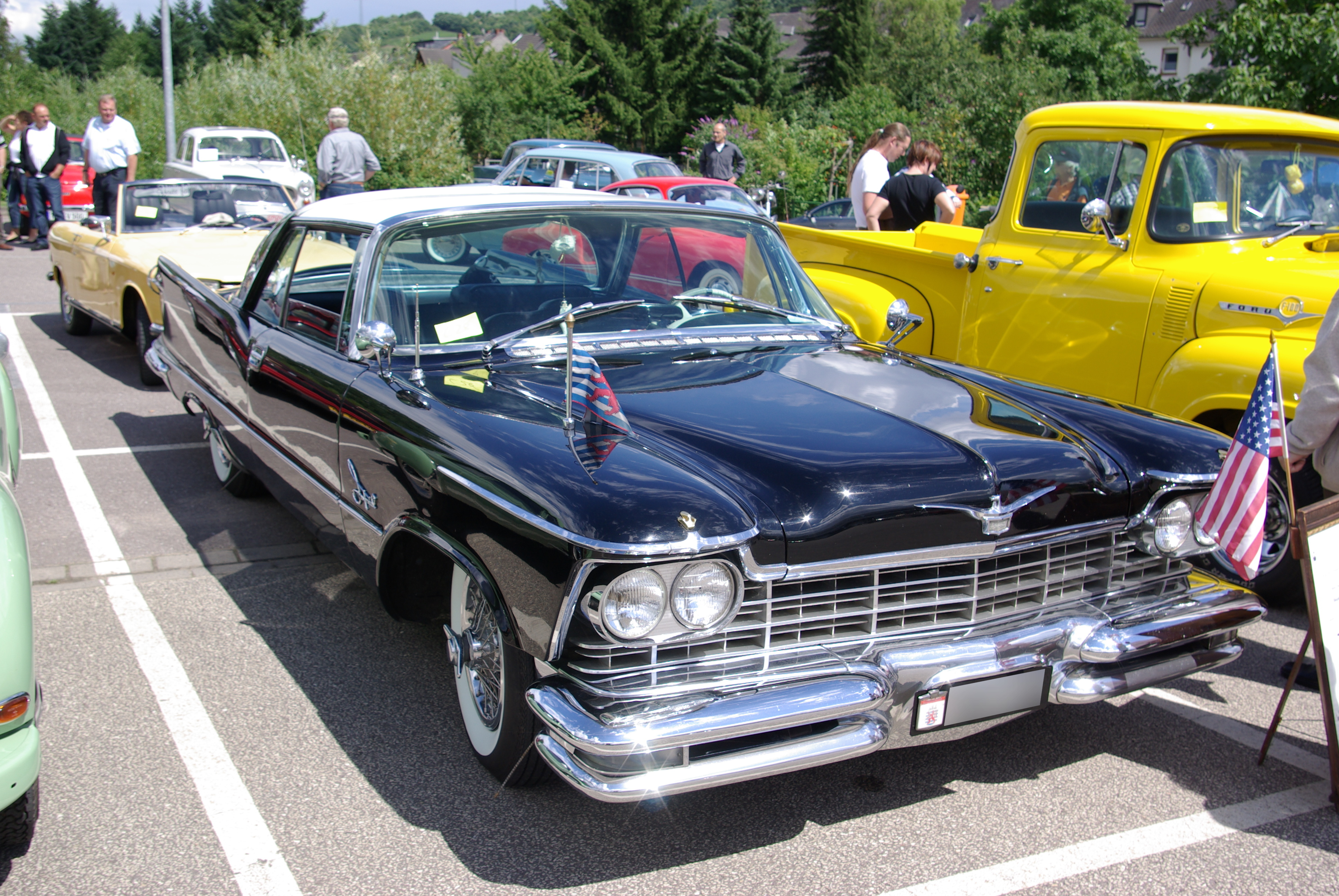
Chrysler Imperial

## Části tempomatu
- řídící jednotka – jsou k ní připojena veškerá čidla, regulátor i ovladač, představuje „mozek“ celého tempomatu
- regulátor
  - mechanický – podtlakový (ovládaný podtlakem z motoru a elektronikou), nebo
  - elektronický – je součástí řídicí jednotky; ovládá motor pomocí vestavěného krokového motoru škrticí klapky, když není škrticí klapka ovládána táhlem z plynového pedálu (tím přidává/ubírá „plyn“)
- snímač polohy brzdového pedálu – při jeho sešlápnutí trvale odpojí tempomat z činnosti – je potřeba ho znovu spustit
- snímač polohy pedálu spojky – při jeho sešlápnutí odpojí tempomat z činnosti, aby nebyl motor „vytočen“ do vysokých otáček naprázdno
- snímač rychlosti vozidla – měřená rychlost je porovnávána s nastavenou a poté regulována

## Adaptivní tempomat (ACC = Adaptive Cruise Control)
Je podobný klasickému tempomatu s tím rozdílem, že vozidlo je vybaveno radarem, který snímá rychlost vpředu jedoucího vozidla. V případě potřeby dokáže elektronika samočinně přibrzdit, popřípadě zcela zastavit nebo naopak zrychlit podle aktuální dopravní situace před vozem.